# 社區巴士
社區巴士（又稱居民巴士），視乎各城市，有路線由3公里至20公里不等。中國大陸以短距離為主，起「最后一公里」作用；美國和香港以長距離為主，主要給市郊居民通勤至市中心。

## 歷史
社區巴士的源起可追遡至「訂閱制公車」（subscription bus），即是需預先登記才能上車的公車。美國的訂閱制公車甚少由政府運營。由私人巴士公司運營的城市，有密蘇里州聖路易（1958-）、華盛頓特區（1966-）、洛杉磯（1967-）；社區居民組織運營的有維吉尼亞州里斯頓（1968-）、三藩市（1962-）；由僱主運營的有華盛頓特區的國家地理頻道公司（1968-）、洛杉磯市政府（1974-）；由交通部門運營的有三藩市金門大橋、高速公路與交通專區。上述美國例子，運營距離平均為22英里，也有低至12.5英里，高至45英里。
社區巴士在中国大陸是新現象，上海在2009年才开始推出第一条社区巴士线路，北京市亦于2011年开通首批“专”字头微循环社区巴士。

## 定位
短距離的社区巴士，定位为改善居民小区出行服务的接驳线路，大都串联了居民区、地鐵站、公交枢纽、学校、社区服务中心、商场等客流集散点。以上海為例：據2011年調查，上海的社區巴士以7米長的小车为主，额定载客28人；常規公車則以12米長的大车为主，额定载客80人。上海的社區巴士線路長度3公里，間距500米；常規公車線路長度20公里，間距1100米。

## 競爭者
短距離社區巴士，以上海為例，若没有社区巴士线路乘客可能采用其他替代交通方式，其中：全程步行和非机动车交通（包括自行车和助电动车）比重分别占23%和13%，说明社区巴士吸引了一部分原来采用慢行交通出行的人群；公车比重占34%，说明社区巴士可缓解（分流）既有线路的拥挤程度，但也可能导致部分线路运营效益下降；黑车比重占11%，说明社区巴士能打击黑车。

## 各城市情況
- 居民巴士 (香港)
- 上海市公交线路列表#社区穿梭巴士线路
- 北京公交微循环线路列表

## 引用文獻
1. 1 2  李佳晖（2018），城市社区巴士线路布设方法研究，北京交通大学碩士論文。頁4和頁11。
2. 1 2 3  Bautz, James A. (1975). Subscription service in the United States. Transportation, 4(4). doi:10.1007/bf00174738. 頁388-392。
3. ↑  United States Congressional Budget Office (1977). Urban Transportation and Energy: The Potential Savings of Different Modes : a Study. U.S. Government Printing Office. Page 45.
4. 1 2 3 4  陈非. . 公路交通科技(应用技术版). 2012, (08).